# Serrat de la Galaieta
El Serrat de la Galaieta és una muntanya de 828,5 metres d'altitud que es troba en el terme municipal de Sant Feliu de Codines, a la comarca del Vallès Oriental.